# Dilophiocara afghanus
Dilophiocara afghanus is een hooiwagen uit de familie Sclerosomatidae.